# Varigotti

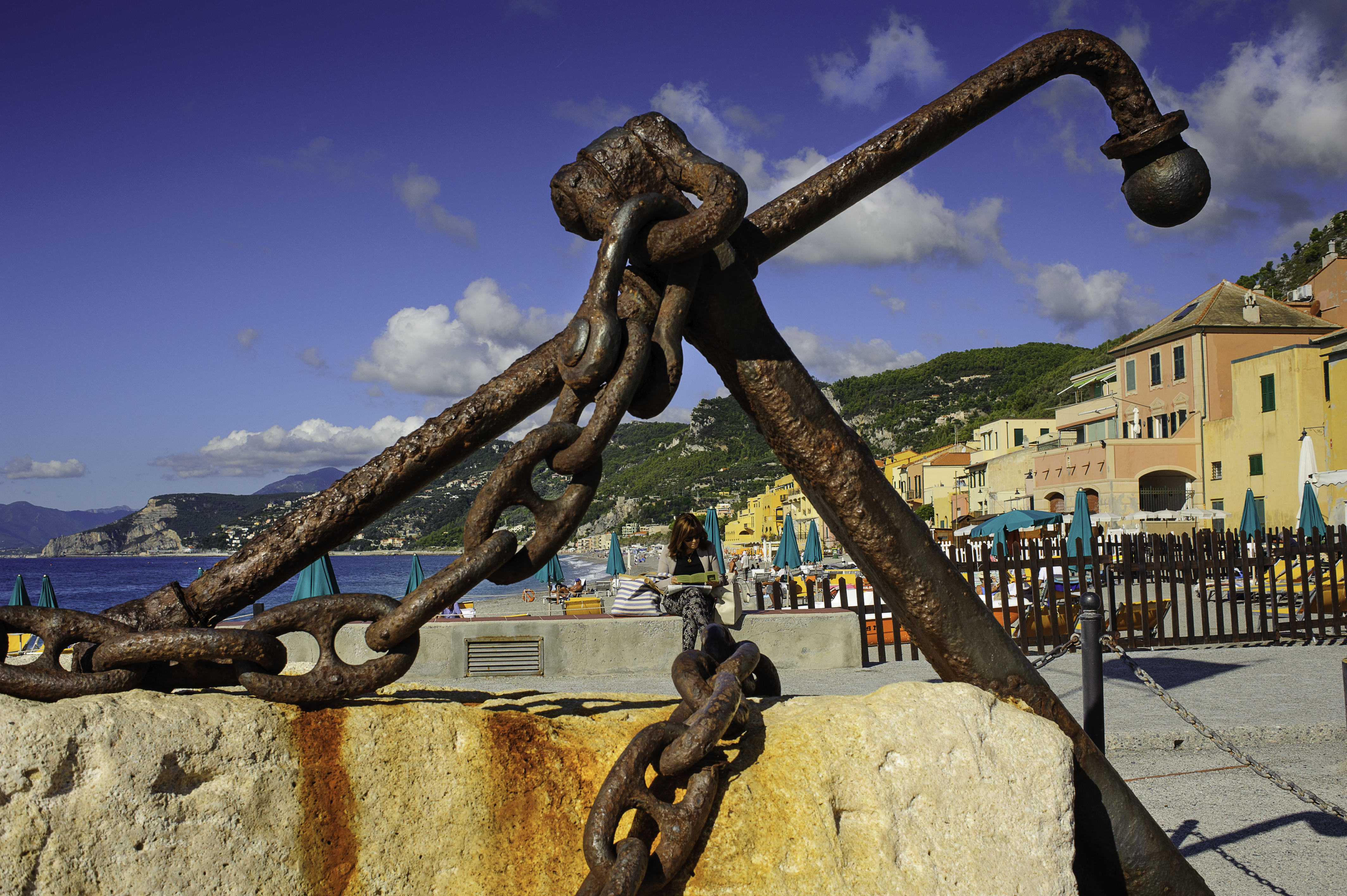
Ancre rouillée sur le quai Renato Castellani, Varigotti. Septembre 2017.

Varigotti est un écart (frazione en italien) de la commune de Finale Ligure, à laquelle il est rattaché après avoir été auparavant dépendant de Noli. Ancien bourg fortifié sarrasin puis village de pêcheurs, il s'est développé le long du bord de mer comme station balnéaire fréquentée par les Italiens de la Côte, les Turinois et les Milanais.

## Histoire
Détruite par le Lombard Rothari en 643, Varicottis était alors un bourg fortifié byzantin. Il passe sous le contrôle des Sarrasins, puis sous le comté de Noli et enfin du marquisat de Finale, appartenant à la famille del Carretto, une branche de la maison Alérame, au XIIe siècle. Intégrée comme port par les Génois en 1341, le village devient une commune libre avec la Révolution française.
En 1869, avec la construction de la voie ferroviaire Genova-Ventimiglia, Varigotti est intégrée au borgo de Final Pia, et, en 1927, partie intégrante (frazione) de la commune de Finale Ligure.

## À noter
Un album de bande dessinée de Disney-Mondadori, intitulé Paperino e la notte del Saraceno, se passe en grande partie à Varigotti avec la particularité d'être rédigé en latin : Donaldus Anas atque nox saraceni,.

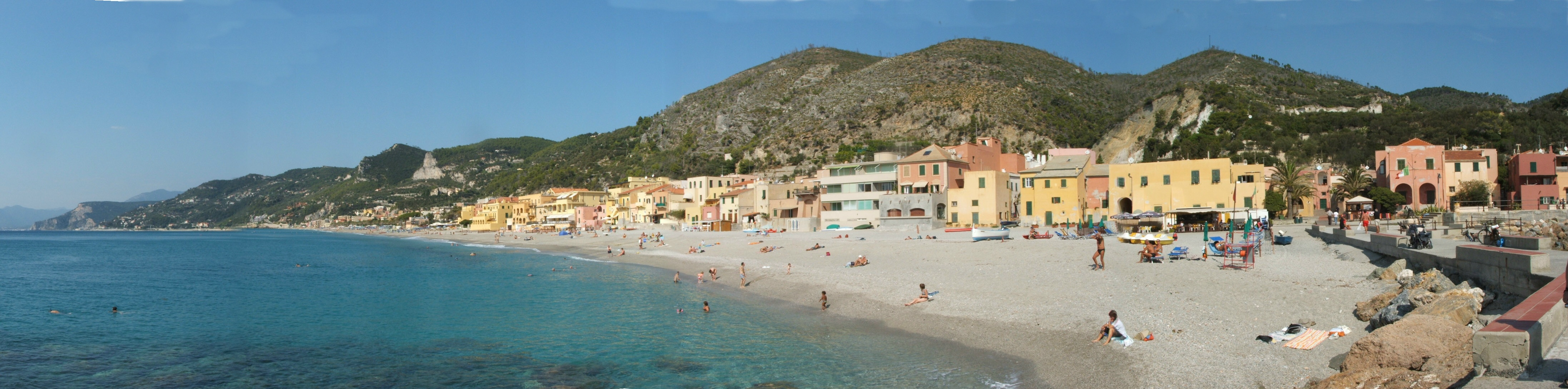
Panorama de la plage

## Vues des ruelles et places du village

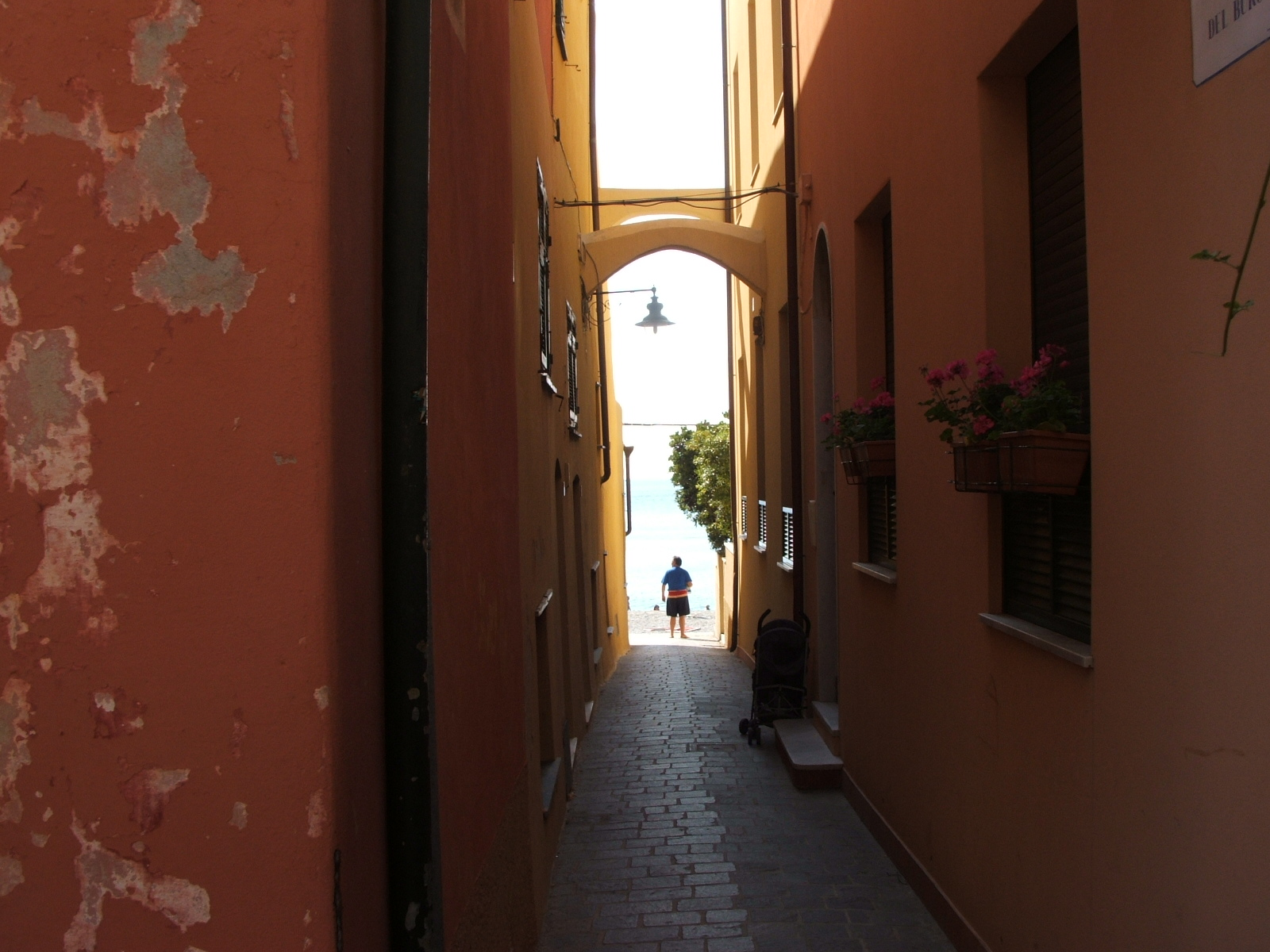
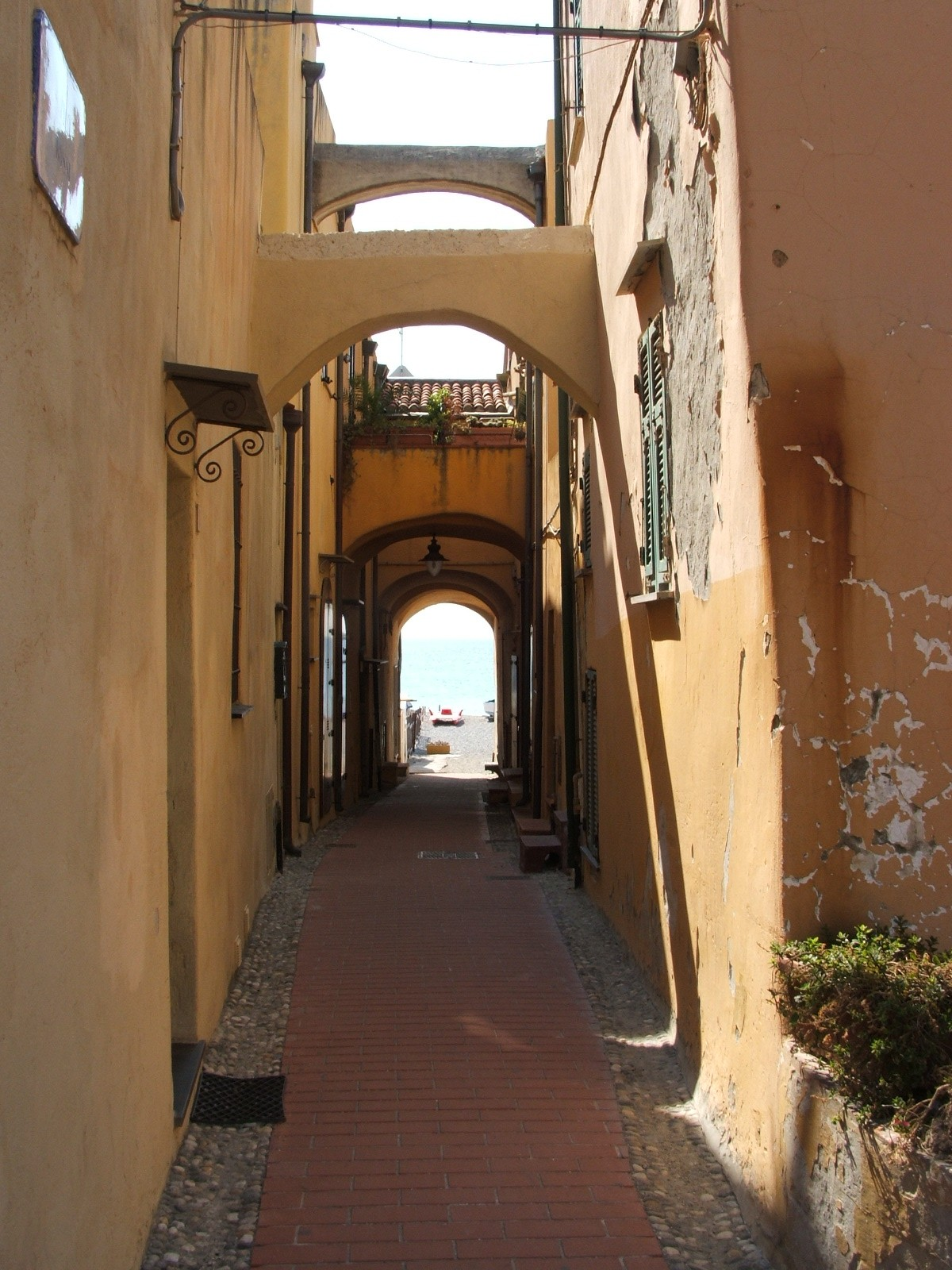
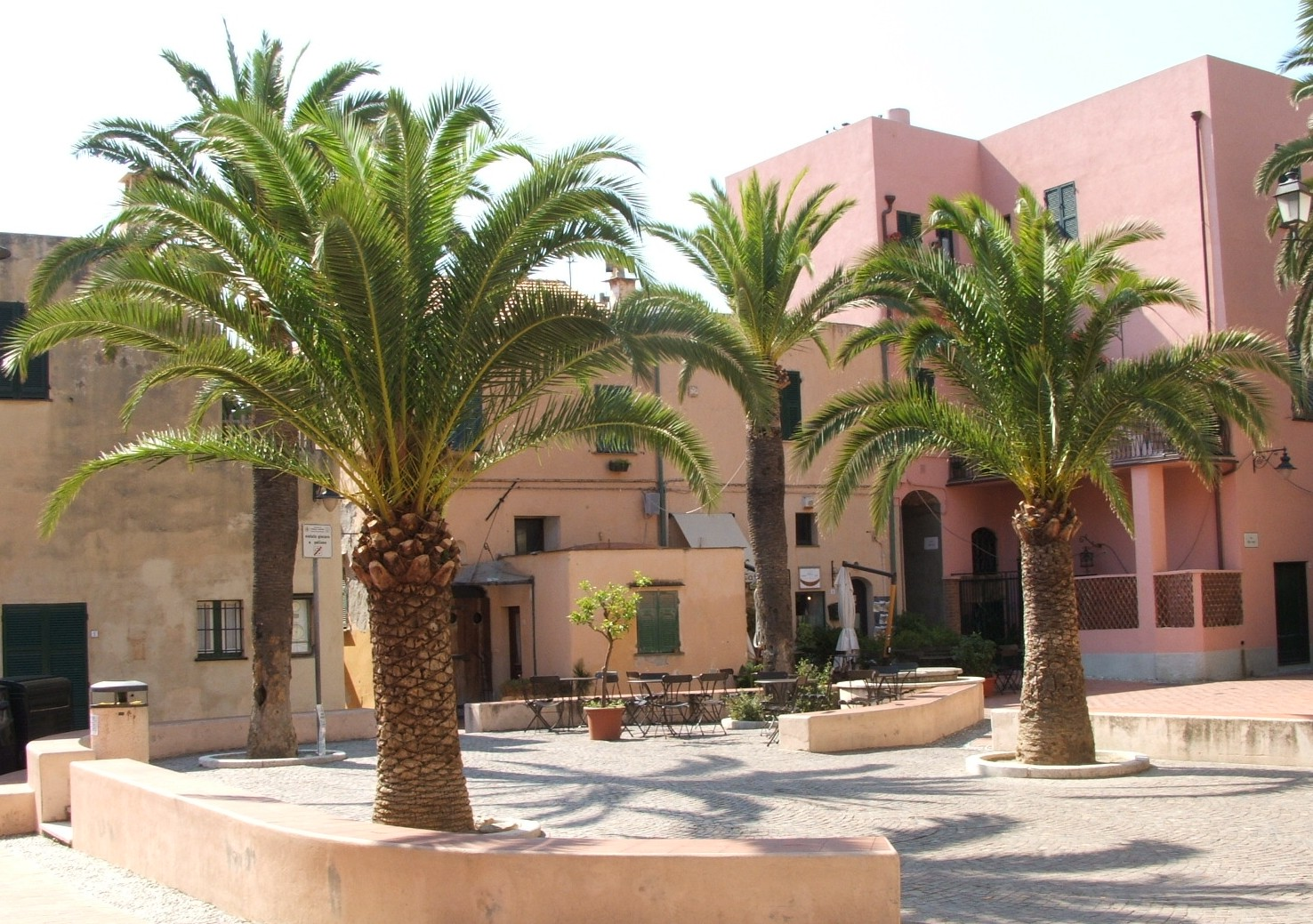
Piazza Cappello da Prete.